# Torneio Triangular de Porto Alegre de 1951
O Torneio Triangular de Porto Alegre de 1951 foi um torneio de futebol realizado na cidade de Porto Alegre, capital do Rio Grande do Sul, Brasil. Participaram desta edição Grêmio, Internacional e, como convidado, o Botafogo, do Rio de Janeiro.
Essa foi a quarta edição deste torneio realizado em Porto Alegre e organizado pela F.R.G.F. Foi a primeira edição em que um clube de fora da cidade participou. O Botafogo, com Nilton Santos no plantel titular, disputou o torneio como convidado, enfrentando o campeão e o vice-campeão do Campeonato Citadino de Porto Alegre de 1950. 
A empresa Cirei S/A foi patrocinadora da competição, financiando a vinda do clube carioca à capital gaúcha, além de oferecer o troféu da competição, a "Taça Cirei".[carece de fontes?]

## Partidas
- 14/06 - Botafogo 1-1 Internacional, gols: Pirillo (BOT) e Canhotinho (INT).[2]
- 17/06 - Botafogo 2-0 Grêmio, gols: Nílson (contra) e Zezinho (BOT).
- 20/06 - Internacional 1-2 Grêmio, gols: Canhotinho (INT) e Geada e Apes (GRE).[3]

## Classificação
| #  | Time          | Pts | V | E | D | GP | GC | SG |
| 1º | Botafogo      | 3   | 1 | 1 | 0 | 3  | 1  | +2 |
| 2º | Grêmio        | 2   | 1 | 0 | 1 | 2  | 3  | -1 |
| 3º | Internacional | 1   | 0 | 1 | 1 | 1  | 2  | -1 |

## Campeão
| Torneio Triangular de Porto Alegre de 1951 Botafogo (invicto) |
| ------------------------------------------------------------- |